# Drosophila rubrifrons (artgrupp)
Drosophila rubrifrons är en artgrupp inom släktet Drosophila och undersläktet Drosophila. Artgruppen innehåller tre artundergrupper och totalt nio arter.

## Artundergrupper

### ArtundergruppenDrosophila macroptera
- Drosophila rubidifrons

### ArtundergruppenDrosophila rubrifrons
- Drosophila nubiluna
- Drosophila rubrifrons
- Drosophila spadicifrons

### ArtundergruppenDrosophila uninubes
- Drosophila batmani
- Drosophila parachrogaster
- Drosophila popayan
- Drosophila uninubes
- Drosophila xalapa